# Lemonade (альбом)
Lemonade (рус. Лимонад) — шестой студийный альбом американской певицы Бейонсе, выпущенный лейблами Parkwood Entertainment и Columbia Records 23 апреля 2016 года. Lemonade стал вторым «визуальным альбомом» Бейонсе, следующим за Beyoncé 2013 года. В отличие от Beyoncé, в котором имелись отдельные видеоклипы для каждого трека, часовой фильм-визуализация Lemonade был показан на телеканале HBO вместе с релизом альбома. Концепция альбома, согласно описанию сервиса Tidal, заключается в «в путешествии женщины к самопознанию и исцелению». Над альбомом работало множество продюсеров, а также музыкальных исполнителей, чей вокал был использован в композициях альбома. Lemonade стал доступным в качестве потокового мультимедиа 23 апреля 2016 года на сервисе Tidal, совладельцем которого является её муж Джей-Зи. Позднее он стал доступен в iTunes Store. Выпуску альбома предшествовал релиз песни «Formation» 6 февраля 2016 года. Вторым промосинглом была выбрана песня «Sorry», которая была отправлена на R’n’B и урбан радио-станции 4 мая 2016 года. В апреле 2016 года Бейонсе отправится в The Formation World Tour в поддержку альбома.
В январе 2025 года был назван лучшим альбомом первой четверти XXI века (№ 1 в списке The 250 Greatest Albums of the 21st Century So Far.

## Визуализация
Альбом сопровождён часовым одноимённым фильмом, премьера которого состоялась на телеканале HBO 23 апреля 2016 года, и который повторно был показан 24 апреля 2016 года.

## Коммерческий успех
В США Lemonade дебютировал на первом месте основного хит-парада Billboard 200 с тиражом 653000 эквивалентных альбомных единиц (с учётом стриминга отдельных треков, или 485000 копий истинных продаж собственно самого альбома), став её шестым чарттоппером. Тем самым она установила рекорд (ранее принадлежавший рэперу DMX) и стала первым в истории исполнителем, у которого все шесть первых студийных альбомов дебютировали на позиции № 1 в США.
Одновременно с дебютом на первом месте самого альбома сразу 12 песен с него попали в песенный хит-парад в Billboard Hot 100. В том числе четыре из них попали в двадцатку лучших: № 10 («Formation»), № 11 («Sorry»), № 13 («Hold Up»), № 18 («6 Inch», при участии The Weeknd), а одиннадцать песен находились выше позиции № 50. Таким образом, Бейонсе превзошла предыдущий рекордный показатель, установленный в 2010 году певицей Тейлор Свифт по количеству песен (11), одновременно находящихся в хит-параде.
В Великобритании альбом дебютировал на первом месте с тиражом 73000 копий, из которых 14 % пришлось на стриминговые эквивалентные продажи, что стало крупнейшим показателем за всё время с тех пор, как стали учитывать данные по стримингу хитов.
В Австралии было продано 20499 цифровых копий Lemonade, и он возглавил местный чарт, во второй раз подряд в карьере певицы.

## Награды и номинации
После выхода альбом получил множество наград и номинаций, включая победу в категории Лучший современный R&B-альбом на 59-й церемонии Грэмми и номинации на Лучший альбом года и Лучший музыкальный фильм.
| Награда | Год                                       | Категория                                                                       | Результат | Ссылка |
| ------- | ----------------------------------------- | ------------------------------------------------------------------------------- | --------- | ------ |
| 2016    | African-American Film Critics Association | Best TV Show — Special or Limited Series                                        | Победа    | [ 20 ] |
| 2016    | AMFT Awards                               | Album of the Year                                                               | Победа    | [ 22 ] |
| 2016    | AMFT Awards                               | Best Music Film                                                                 | Победа    | [ 22 ] |
| 2016    | AMFT Awards                               | Best Contemporary R&B Album                                                     | Победа    | [ 22 ] |
| 2016    | American Music Awards                     | Favorite Soul/R&B Album                                                         | Номинация | [ 23 ] |
| 2016    | The Daily Californian Art Awards          | Best Music Video                                                                | Победа    | [ 24 ] |
| 2016    | Danish Music Awards                       | International Album of the Year                                                 | Номинация | [ 25 ] |
| 2016    | Primetime Emmy Awards                     | Outstanding Variety, Music, or Comedy Special                                   | Номинация | [ 26 ] |
| 2016    | Primetime Emmy Awards                     | Outstanding Directing for a Variety Special                                     | Номинация | [ 26 ] |
| 2016    | Primetime Emmy Awards                     | Outstanding Picture Editing for a Variety Special                               | Номинация | [ 26 ] |
| 2016    | Primetime Emmy Awards                     | Outstanding Production Design for a Variety, Nonfiction, Event or Award Special | Номинация | [ 26 ] |
| 2016    | GAFFA Awards (Sweden)                     | Best International Album                                                        | Победа    | [ 27 ] |
| 2016    | IFPI Awards                               | Global Top Album of 2016                                                        | Победа    |        |
| 2016    | MTV Video Music Awards                    | Breakthrough Long Form Video                                                    | Победа    | [ 28 ] |
| 2016    | MTV Video Music Awards Japan              | Best Album of the Year                                                          | Победа    | [ 29 ] |
| 2016    | Soul Train Music Awards                   | Album of the Year                                                               | Победа    | [ 30 ] |
| 2017    | BET Awards                                | Album of the Year                                                               | Победа    | [ 31 ] |
| 2017    | Billboard Music Awards                    | Top Billboard 200 Album                                                         | Номинация | [ 32 ] |
| 2017    | Billboard Music Awards                    | Top R&B Album                                                                   | Победа    | [ 32 ] |
| 2017    | Black Reel Awards                         | Outstanding Television Documentary or Special                                   | Победа    | [ 33 ] |
| 2017    | Douban Abilu Music Awards                 | International Pop Album of the Year                                             | Победа    | [ 34 ] |
| 2017    | Grammy Awards                             | Album of the Year                                                               | Номинация | [ 19 ] |
| 2017    | Grammy Awards                             | Best Urban Contemporary Album                                                   | Победа    | [ 19 ] |
| 2017    | Grammy Awards                             | Best Music Film                                                                 | Номинация | [ 19 ] |
| 2017    | NAACP Image Awards                        | Outstanding Variety — Series or Special                                         | Номинация | [ 35 ] |
| 2017    | NAACP Image Awards                        | Outstanding Album                                                               | Победа    | [ 35 ] |
| 2017    | NME Awards                                | Best Album                                                                      | Номинация | [ 36 ] |
| 2017    | NME Awards                                | Music Moment of the Year                                                        | Номинация | [ 36 ] |
| 2017    | Peabody Award                             | Entertainment                                                                   | Победа    | [ 37 ] |
| 2017    | People’s Choice Awards                    | Favorite Album                                                                  | Номинация | [ 38 ] |
| 2019    | UB Honors                                 | R&B Album of the Decade                                                         | Победа    | [ 39 ] |

## Список композиций
Сведения взяты с сервиса Tidal.
| №                   | Название                                          | Автор(ы) | Продюсеры                                    | Длительность |
| ------------------- | ------------------------------------------------- | --- | -------------------------------------------- | ------------ |
| 1.                  | «Pray You Catch Me»                               | Кевин Гарретт Бейонсе Ноулз Джеймс Блейк | Гарретт Ноулз                                | 3:16         |
| 2.                  | «Hold Up»                                         | Томас Пентц Эзра Кениг Ноулз Эмиль Хейни Джошуа Тиллман Узо Эмэнике Шон "Melo-X" Роден Док Помус Морт Шуман ДеАндре Уэй Антонио Рандольф Кельвин МакКоннелл Брайан Чейз Карен Орзолек Ник Зиннер | Пентц Ноулз Кениг                            | 3:41         |
| 3.                  | «Don't Hurt Yourself» (совместно с Джеком Уайтом) | Джек Уайт Ноулз Диана Гордон Джимми Пейдж Роберт Плант Джон Пол Джонс Джон Бонэм | Уайт Ноулз Дерек Дикси                       | 3:54         |
| 4.                  | «Sorry»                                           | Гордон Роден Ноулз | Melo-X Ноулз Гордон Чонси Холлис Стюарт Уайт | 3:53         |
| 5.                  | «6 Inch» (совместно с The Weeknd)                 | Абель Тесфайе Ноулз Дэнни Скофилд Бенджамин "Ben Billions" Дил Териус Юнгделл Нэш Ахмад Балше Джордан Ашер Дэвид Портнер Ноа Леннокс Брайан Вайтц Берт Бакарак Хэл Дэвид                         | Danny Boy Styles Дил Ноулз Ашер Дикси        | 4:20         |
| 6.                  | «Daddy Lessons»                                   | Гордон Ноулз Кевин Коссом Алекс Деликата | Ноулз Дикси Деликата                         | 4:48         |
| 7.                  | «Love Drought»                                    | Майкл Дин Ингрид Бёрли Ноулз | Дин Ноулз                                    | 3:57         |
| 8.                  | «Sandcastles»                                     | Винсент Берри II Ноулз Малик Юсеф Мидиан Мэтерс | Ноулз Винсент Берри II                       | 3:03         |
| 9.                  | «Forward» (совместно с Джеймсом Блейком)          | Блейк Ноулз | Блейк Ноулз                                  | 1:19         |
| 10.                 | «Freedom» (совместно с Кендриком Ламаром)         | Джонатан Коффер Ноулз Карла Мари Уилльямс Дин Макинтош Кендрик Дакворт Фрэнк Тирадо Алан Ломакс Джон Ломакс                                                                                      | Коффер Ноулз Джастин Смит                    | 4:50         |
| 11.                 | «All Night»                                       | Пентц Ноулз Тимоти Томас Терон Томас Илси Юбер Акил Кинг Аман Теклиб Джереми Дэниэлс Андре Бенджамин Патрик Браун Антван Паттон Рики Энтони                                                      | Пентц Ноулз Генри Аллен                      | 5:22         |
| 12.                 | «Formation»                                       | Рэй Среммурд Джордан Фрост Эштон Хоган Майкл Лен Уильямс II Ноулз | Майкл Лен Уильямс II Ноулз Pluss             | 3:26         |
| Общая длительность: | Общая длительность:                               | Общая длительность: | Общая длительность:                          | 45:49        |

| №  | Название   | Режиссёры                                                                             | Длительность |
| -- | ---------- | ------------------------------------------------------------------------------------- | ------------ |
| 1. | «Lemonade» | Калил Джозеф Ноулз Мелина Мацукас Тодд Турсо Дикайл Риммаш Юнас Окерлунд Марк Романек | 1:05:22      |

Сведения о семплах
- «Hold Up» содержит семпл композиции «Can’t Get Used to Losing You», написанной Доком Помусом и Мортом Шуманом и исполненной Энди Уильямсом.
- «Don’t Hurt Yourself» содержит семпл композиции «When the Levee Breaks», написанной Джимми Пейджом, Робертом Плантом, Джоном Полом Джонсом и Джоном Бонэмом, исполненной группой Led Zeppelin.
- «6 Inch» содержит семплы композиции «Walk On By», написанной Бертом Бакараком и Хэлом Дэвидом, исполненной Айзеком Хейзом, исполненной группой Hooverphonic; фрагмент композиции «My Girls», исполненной группой Animal Collective.
- «Freedom» содержит семплы композиции «Let Me Try», написанной Фрэнком Тирадо и исполненной Kaleidoscope; семплы композиции «Collection Speech/Unidentified Lining Hymn», записанной Аланом Ломаксом в 1959 году и исполненной Reverend R.C. Crenshaw; семплы композиции «Stewball», записанной Аланом Ломаксом и Джоном Ломаксом в 1947 году и исполненной Prisoner «22» в исправительной колонии Миссисипи.
- «Lemonade» содержит семпл композиции «The Court of the Crimson King», написанной Иэном Макдональдом и Питером Синфилдом и исполненной группой King Crimson.

## Чарты
| Чарт (2016-19)                         | Высшая позиция |
| -------------------------------------- | -------------- |
| Австралия (ARIA)                       | 1              |
| Австралия (Urban Albums, ARIA)         | 1              |
| Австрия (Ö3 Austria)                   | 9              |
| Бельгия/Фландрия (Ultratop)            | 1              |
| Бельгия/Валлония (Ultratop)            | 9              |
| Бразилия (Music DVD, ABPD)             | 1              |
| Канада (Canadian Albums Chart)         | 1              |
| Хорватия (IFPI)                        | 9              |
| Чехия (ČNS IFPI)                       | 3              |
| Дания (Hitlisten)                      | 1              |
| Нидерланды (Album Top 100)             | 1              |
| Финляндия (Suomen virallinen lista)    | 4              |
| Франция (SNEP)                         | 7              |
| Германия (Offizielle Top 100)          | 3              |
| Греция (IFPI)                          | 7              |
| Венгрия (MAHASZ)                       | 3              |
| Ирландия (IRMA)                        | 1              |
| Италия (Classifica album)              | 5              |
| Япония (Oricon)                        | 43             |
| Мексика (AMPROFON)                     | 6              |
| Новая Зеландия (RMNZ)                  | 1              |
| Норвегия (VG-lista)                    | 1              |
| Польша (ZPAV)                          | 2              |
| Португалия (AFP)                       | 1              |
| Шотландия (Scottish Albums Chart)      | 1              |
| Республика Корея (Gaon)                | 14             |
| Республика Корея (Gaon)                | 1              |
| Испания (PROMUSICAE)                   | 2              |
| Швеция (Sverigetopplistan)             | 1              |
| Швейцария (Schweizer Hitparade)        | 2              |
| Великобритания (UK Albums Chart)       | 1              |
| Великобритания (UK R&B Albums Chart)   | 1              |
| США (Billboard 200)                    | 1              |
| США (Billboard Top R&B/Hip-Hop Albums) | 1              |

| Чарт (2016)                             | Позиция |
| --------------------------------------- | ------- |
| Австралия (ARIA)                        | 3       |
| Австралия (Urban Albums, ARIA)          | 1       |
| Бельгия (Ultratop Flanders)             | 9       |
| Бельгия (Ultratop Wallonia)             | 71      |
| Канада (Billboard)                      | 10      |
| Дания (Hitlisten)                       | 75      |
| Нидерланды (MegaCharts)                 | 13      |
| Франция (SNEP)                          | 130     |
| Германия (Offizielle Top 100)           | 70      |
| Италия (FIMI)                           | 64      |
| Польша (ZPAV)                           | 72      |
| Новая Зеландия (RMNZ)                   | 9       |
| Республика Корея (Gaon)                 | 25      |
| Швеция                                  | 33      |
| Швейцария (Schweizer Hitparade)         | 32      |
| Турция (D&R)                            | 9       |
| Великобритания (OCC)                    | 11      |
| США (Billboard 200)                     | 4       |
| США (Top R&B/Hip-Hop Albums, Billboard) | 2       |

| Чарт (2017)                             | Позиция |
| --------------------------------------- | ------- |
| Австралия (ARIA)                        | 92      |
| Австралия (Urban Albums, ARIA)          | 15      |
| Бельгия (Ultratop Flanders)             | 95      |
| США (Billboard 200)                     | 71      |
| США (Top R&B Albums, Billboard)         | 8       |
| США (Top R&B/Hip-Hop Albums, Billboard) | 40      |

| Чарт (2019)                    | Позиция |
| ------------------------------ | ------- |
| Австралия (Urban Albums, ARIA) | 66      |
| Бельгия (Ultratop Flanders)    | 150     |
| Нидерланды (Album Top 100)     | 78      |

| Чарт (2010—2019)    | Позиция |
| ------------------- | ------- |
| США (Billboard 200) | 76      |

## Сертификации
| Регион | Сертификация  | Продажи               |
| --- | ------------- | --------------------- |
| Австралия (ARIA) | 2× Платиновый | 140 000               |
| Бельгия (BEA) | Золотой       | 15 000*               |
| Бразилия (ABPD) | Платиновый    | 40 000                |
| Канада (Music Canada) | 2× Платиновый | 101,000               |
| Дания (IFPI Danmark) | Платиновый    | 20 000                |
| Франция (SNEP) | Золотой       | 50 000                |
| Италия (FIMI) | Золотой       | 25 000                |
| Нидерланды (NVPI) | Платиновый    | 40 000                |
| Новая Зеландия (RMNZ) | Платиновый    | 15 000                |
| Польша (ZPAV) | Платиновый    | 20 000                |
| Республика Корея | —             | 2,861                 |
| Швеция (GLF) | Платиновый    | 40 000                |
| Швейцария (IFPI Switzerland) | Золотой       | 10 000^               |
| Великобритания (BPI) | Платиновый    | 484,000               |
| США (RIAA) | 4× Платиновый | 4,000,000 / 1,554,000 |
| Итого |               |                       |
| Мир | —             | 2,500,000             |
| * Данные о продажах приведены только на основе сертификации. · ^ Данные о тиражах приведены только на основе сертификации. · Данные о продажах + прослушиваниях приведены только на основе сертификации. |               |                       |

## История релиза
| Регион           | Дата            | Формат(ы)             | Лейбл                     | Ссылки  |
| ---------------- | --------------- | --------------------- | ------------------------- | ------- |
| Северная Америка | апрель 23, 2016 | Потоковое мультимедиа | Parkwood                  | [ 40 ]  |
| Северная Америка | апрель 24, 2016 | ЦД                    | Parkwood Columbia Records | [ 123 ] |
| В мире           | апрель 25, 2016 | ЦД                    | Parkwood Columbia Records | [ 124 ] |
| В мире           | май 6, 2016     | CD DVD                | Parkwood Columbia Records | [ 125 ] |

### Комментарии
1. ↑  AMFT Awards это онлайновая группа наград[21].